# Lina Sabaitienė

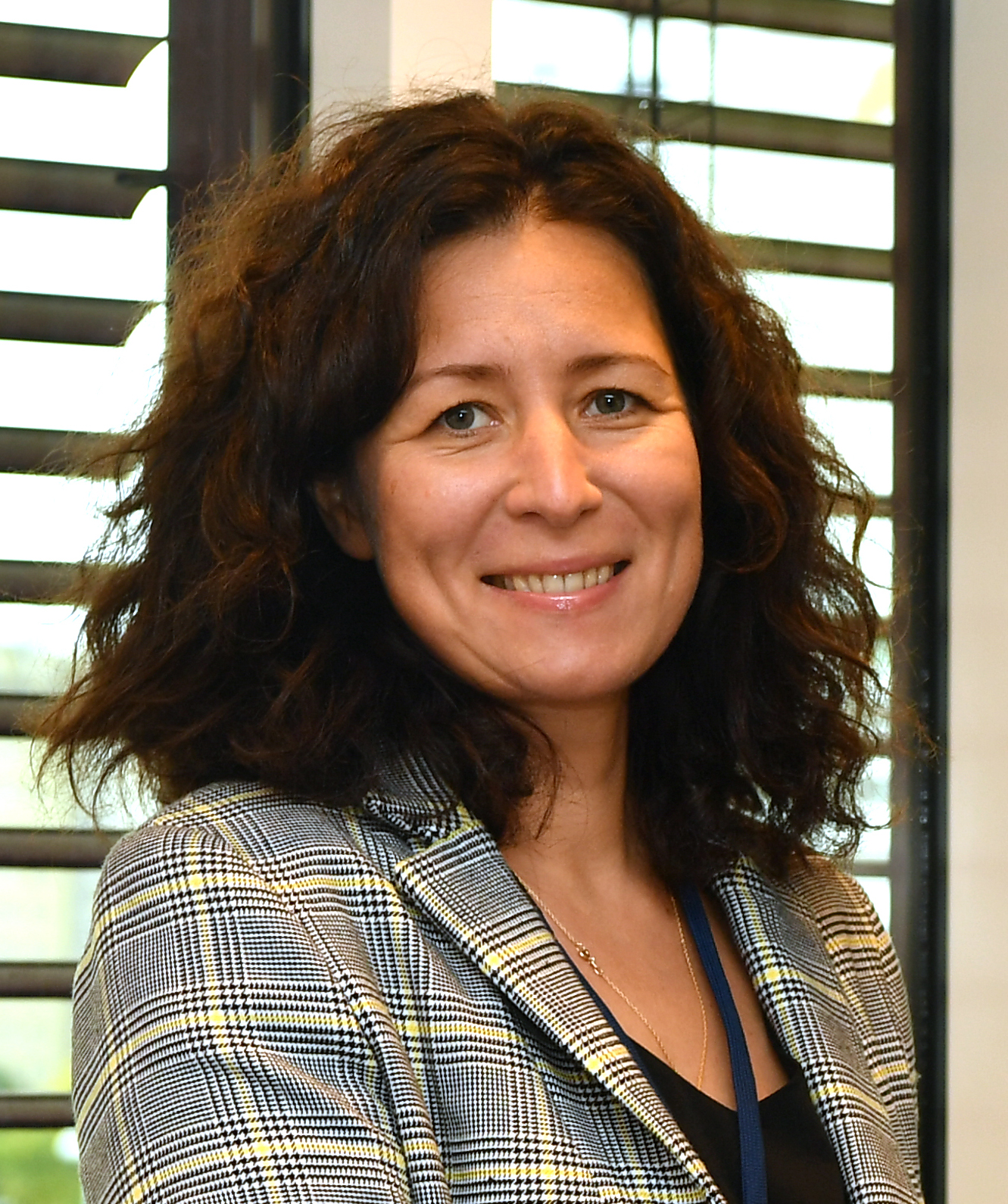
Lina Sabaitienė (2019)

Lina Sabaitienė (* 9. Februar 1974) ist eine litauische Juristin und Diplomatin, Politikerin, ehemalige Vizeministerin.

## Leben
Nach dem Abitur 1991 an der 3. Mittelschule Druskininkai  absolvierte sie von 1995 bis 1998 das Bachelorstudium des Business and Management und von 1998 bis 2001 das Masterstudium der des Wirtschaftsrechts an der Fakultät für Rechtswissenschaften der Vytauto Didžiojo universitetas in Kaunas.
Von 1998 bis 1999 arbeitete sie als Oberspezialistin 	am Industriedepartment, von 1999 bis 2000 als Oberjuristin in der Unterabteilung für Unternehmenstätigkeitsregelung und von 2000 bis 2004 als Leiterin  der Unterabteilung für Unternehmensrecht am Wirtschaftsministerium Litauens.
Von 2004 bis 2007 arbeitete sie als Wirtschaft-Attaché in der litauischen Vertretung bei der EU. 2008 war sie Projektleiterin-Juristin am Investitionsdepartament bei VšĮ Lietuvos ekonominės plėtros agentūra und von 2008 bis 2010 Direktorin des Kontaktzentrums bei	VšĮ „Eksportuojančioji Lietuva“. Bis Dezember 2016 arbeitete sie als Beraterin beim Verband Lietuvos savivaldybių asociacija (LSA). Vom 21. Dezember 2016 bis November 2017 war sie stellvertretende Wirtschaftsministerin Litauens und Stellvertreterin von Mindaugas Sinkevičius im Kabinett Skvernelis, von Februar 2018 bis Dezember 2020 Vizeministerin am Energieministerium Litauens. Seit 2021 ist sie Kernenergie-Attaché an der Ständigen Vertretung Litauens bei den Internationalen Organisationen in Wien.